# Akane Liv
Akane Liv (岡本茜 Akane Liv?,  Gotemburgo, Suecia, 24 de agosto de 1978) es una actriz y cantante japonesa. Fue una ex intérprete masculina del Takarazuka Revue en el Snow Troupe.
Nació en Suecia. y se graduó de la Escuela Secundaria Prefectural Daishimizu. Mide 168 cm y su apodo es "Akane" Durante su tiempo en el Takarazuka Revue, su nombre artístico era Kamizuki Akane (神月 茜).

## Carrera
En 1997, ingresó en la Escuela de Música de Takarazuka. En 1999, se unió al Takarazuka Revue como parte de la 85.ª generación del Takarazuka Revue. Su clasificación de ingreso fue la sexta. Debutó en el escenario en la obra del Snow Troupe "Reunion / Nova Bossa Nova" como Kamizuki Akane. Después de una temporada de rotación, fue asignada al Snow Troupe. El 11 de julio de 2004, se retiró del Takarazuka Revue después de la función final en Tokio de "Susanoo / Takarazuka Glory!".Después de su retiro, estudió en Inglaterra. Recibió el premio Singer of The Year en el Beckenham Festival en Londres.En 2005, después de regresar a Japón, reanudó su carrera como actriz de teatro.En 2009, fundó la banda de metal sinfónico "LIV MOON" Hasta la fecha, ha lanzado numerosos álbumes tanto en solitario como con la banda.

## Obras

### Takarazuka
Akane Liv se unió a Yuki-Gumi (grupo de nieve) de Takarazuka Revue y tuvo un debut deslumbrante bajo el nombre de Akane Kamizuki. 

### Conciertos
- - 2005: "Akane"
- - 2006: "Tengo que hacer JURISMO"
- - 2012: "AJEDREZ en concierto"

### Teatro
- 2005 ‘Zapatos rojos, Medias negras’ (Le Theatre Ginza)
- 2006 ‘Ana de las Tejas Verdes’ (Teatro Nissei, Teatro de Artes Umeda, Teatro Chunichi) - Anne Shirley
- 2007 ‘Jekyll & Hyde’ (Teatro Nissei, Teatro de Artes Umeda, Teatro Chunichi)
- 2007 ‘Ana de las Tejas Verdes’ (Foro Internacional de Tokio, Centro Cultural de la Ciudad de Saitama) - Anne Shirley
- 2008 ‘Dos pícaros sinvergüenzas’ (Teatro Nissei, gira nacional)
- 2008 ‘Hula Girls’ (Teatro ACT de Akasaka, gira nacional)
- 2008 ‘La Jaula de las Locas’ (Teatro Nissei, Teatro de Artes Umeda)
- 2009 ‘Cyrano de Bergerac’ (Teatro Nissei)
- 2009 ‘Opera do Malandro’ (Teatro Metropolitano de Tokio)
- 2010 ‘AZUL & ROJO’ (Teatro Galaxy de Tennozu)
- 2011 ‘MITSUKO’ (Teatro Aoyama, Teatro de Artes Umeda) - Ida
- 2012 ‘Una Noche con Rosas Azules’ (Teatro Galaxy de Tennozu)
- 2013 ‘Ópera Rock Mozart’ (Teatro Tokyu Orb, Teatro de Artes Umeda)
- 2014 ‘Retrato de Beatrice Cenci’ (Teatro de Artes Hono Kuni Toyohashi PLAT, Teatro 1010) - Beatrice Cenci
- 2014 ‘Black Butler: La Muerte Más Hermosa del Mundo’ (Teatro Azul de Roppongi, Ciudad del Drama) - Madame Red
- 2015 ‘Black Butler: La Muerte Más Hermosa del Mundo 2015’ - Madame Red

- 2016 "Danny Boy: Siempre sonríe y canta" (Foro Internacional de Tokio, Shinkabukiza) - Amy Kido[9]